# Oxylakis magna
Oxylakis magna är en insektsart som beskrevs av Sigfrid Ingrisch 1998. Oxylakis magna ingår i släktet Oxylakis och familjen vårtbitare. Inga underarter finns listade i Catalogue of Life.